# Olympische Sommerspiele 1960/Schwimmen – 4 × 100 m Freistil (Frauen)
Der Staffelwettbewerb über 4-mal 100 Meter Freistil der Frauen bei den Olympischen Spielen 1960 in der italienischen Hauptstadt Rom wurde am 2. und 3. September im Stadio Olimpico del Nuoto ausgetragen.

## Teilnehmende Nationen
Insgesamt nahmen 55 Schwimmerinnen aus 12 Nationen an dem Wettbewerb teil.
| - Australien (6) - Deutschland (4) - Frankreich (4) - Italien (5) | - Japan (4) - Mexiko (4) - Niederlande (4) - Schweden (4) | - Sowjetunion (4) - Ungarn (4) - Vereinigte Staaten (8) - Vereinigtes Königreich (4) |

## Rekorde

### Bestehende Rekorde
| Weltrekord         | Australien Dawn Fraser, Alva Colquhoun, Ilsa Konrads und Lorraine Crapp | 4:16,2 min | Townsville, Australien | 6. August 1960   |
| Olympischer Rekord | Australien Lorraine Crapp, Dawn Fraser, Faith Leech und Margaret Gibson | 4:17,1 min | Melbourne, Australien  | 6. Dezember 1956 |

### Neuer Rekord
Während des Wettkampfs wurde folgender Rekord aufgestellt:
| Datum   | Rennen | Nation/Namen                                                                       | Zeit       | Rekord |
| ------- | ------ | ---------------------------------------------------------------------------------- | ---------- | ------ |
| 3. Sep. | Finale | Vereinigte Staaten Joan Spillane, Shirley Stobs, Carolyn Wood und Chris von Saltza | 4:08,9 min | OR/WR  |

## Vorläufe
Am 2. September fanden zwei Vorläufe statt. Die acht schnellsten Staffeln beider Vorläufe qualifizierten sich für das einen Tag später stattfindende Finale.

### Vorlauf 1
| Rang | Nation             | Athletinnen | Zeit       | Anm. |
| ---- | ------------------ | --- | ---------- | ---- |
| 1    | Vereinigte Staaten | Donna de Varona (1:06,5 min) Susan Doerr (1:04,3 min) Sylvia Ruuska (1:05,2 min) Molly Botkin (1:02,9 min)              | 4:18,9 min | QQ   |
| 2    | Großbritannien     | Beryl Noakes (1:06,9 min) Judy Samuel (1:07,5 min) Christine Harris (1:05,7 min) Natalie Steward (1:04,3 min)           | 4:24,4 min | QQ   |
| 3    | Schweden           | Inger Thorngren (1:05,5 min) Karin Larsson (1:07,2 min) Kristina Larsson (1:07,2 min) Bibbi Segerström (1:07,4 min)     | 4:27,3 min | QQ   |
| 4    | Italien            | Daniela Beneck (1:09,3 min) Rosanna Contardo (1:08,6 min) Maria Cristina Pacifici (1:08,1 min) Paola Saini (1:05,8 min) | 4:31,8 min | QQ   |
| 5    | Japan              | Yoshiko Sato (1:05,9 min) Eiko Wada (1:09,4 min) Kimiko Ezaka (1:09,1 min) Hitomi Jinno (1:11,5 min)                    | 4:35,9 min |      |
| 6    | Mexiko             | Eulalia Martínez (1:09,2 min) Silvia Belmar (1:11,7 min) Blanca Barrón (1:13,2 min) María Luisa Souza (1:09,0 min)      | 4:43,1 min |      |

### Vorlauf 2
| Rang | Nation      | Athletinnen | Zeit       | Anm. |
| ---- | ----------- | --- | ---------- | ---- |
| 1    | Australien  | Sandra Morgan (1:05,5 min) Alva Colquhoun (1:02,5 min) Ruth Everuss (1:05,4 min) Lorraine Crapp (1:04,2 min)    | 4:17,6 min | QQ   |
| 2    | Ungarn      | Anna Temesvári (1:07,2 min) Mária Frank (1:05,6 min) Katalin Boros (1:06,0 min) Csilla Madarász (1:03,4 min)    | 4:22,2 min | QQ   |
| 3    | Deutschland | Christel Steffin (1:06,5 min) Heidi Pechstein (1:05,6 min) Gisela Weiß (1:06,7 min) Ursel Brunner (1:05,4 min)  | 4:24,2 min | QQ   |
| 4    | Sowjetunion | Irina Ljachowskaja (1:09,0 min) Ulvi Voog (1:08,2 min) Galina Sosnowa (1:08,8 min) Marina Schamal (1:05,9 min)  | 4:31,9 min | QQ   |
| 5    | Frankreich  | Héda Frost (1:07,3 min) Annie Caron (1:10,1 min) Colette Libourel (1:09,8 min) Marie-Laure Gaillot (1:08,0 min) | 4:35,2 min |      |
| 6    | Niederlande | Hennie van der Velde (—) Jopie Troost (—) Sieta Posthumus (—) Cocky Gastelaars (—)                              | —          | DNQ  |

Die niederländische Staffel wurde wegen eines Frühstarts von Sieta Posthumus disqualifiziert.

## Finale
Das Finale fand am 3. September statt. Die US-amerikanische Staffel stellte mit 4:08,9 min sowohl einen neuen Weltrekord als auch einen neuen olympischen Rekord auf: Sie verbesserte die Weltrekordzeit um 7,3 und den olympischen Rekord um 8,2 Sekunden.
| Rang | Nation             | Namen | Zeit                 |
| ---- | ------------------ | --- | -------------------- |
| 1    | Vereinigte Staaten | Joan Spillane (1:02,5 min) Shirley Stobs (1:03,5 min) Carolyn Wood (1:02,0 min) Chris von Saltza (1:00,9 min)              | 4:08,9 min (OR) (WR) |
| 2    | Australien         | Dawn Fraser (1:00,6 min) Ilsa Konrads (1:03,2 min) Lorraine Crapp (1:04,7 min) Alva Colquhoun (1:02,8 min)                 | 4:11,3 min           |
| 3    | Deutschland        | Christel Steffin (1:05,6 min) Heidi Pechstein (1:04,7 min) Gisela Weiß (1:05,4 min) Ursel Brunner (1:04,0 min)             | 4:19,7 min           |
| 4    | Ungarn             | Anna Temesvári (1:07,1 min) Mária Frank (1:05,0 min) Katalin Boros (1:05,9 min) Csilla Madarász (1:03,2 min)               | 4:21,2 min           |
| 5    | Großbritannien     | Natalie Steward (1:05,3 min) Beryl Noakes (1:06,2 min) Judy Samuel (1:06,5 min) Christine Harris (1:06,6 min)              | 4:24,6 min           |
| 6    | Schweden           | Inger Thorngren (1:05,5 min) Karin Larsson (1:06,1 min) Kristina Larsson (1:07,6 min) Bibbi Segerström (1:05,9 min)        | 4:25,1 min           |
| 7    | Italien            | Paola Saini (1:05,5 min) Anna Maria Cecchi (1:06,8 min) Rosanna Contardo (1:07,8 min) Maria Cristina Pacifici (1:06,7 min) | 4:26,8 min           |
| 8    | Sowjetunion        | Irina Ljachowskaja (1:08,4 min) Ulvi Voog (1:07,0 min) Galina Sosnowa (1:08,2 min) Marina Schamal (1:05,4 min)             | 4:29,0 min           |